# Arn de Wurtzbourg
Arn de Wurtzbourg (né avant 855, mort le 13 juillet 892) est évêque de Wurtzbourg de 855 à sa mort.

## Biographie
Arn est nommé évêque de Wurtzbourg en 855 par Louis II de Germanie. Durant son intronisation, la cathédrale brûle, elle est aussitôt reconstruite et consacrée à Saint Kilian. Il participe activement à la Diète d'Empire et aux conciles.
Arn est aussi un chef militaire. En 884, avec Henri de Babenberg, il défend la Saxe contre l'invasion des Normands. En 892, il fait campagne avec Poppon, le duc de la Marche Sorabe, contre la Bohême. Sur le chemin du retour, Arn est tué avec ses compagnons par des troupes slaves. 
Le lieu de sa mort est inconnu. Un siècle après, Dithmar pense que c'est dans le Gau de Chutizi. Vers 1250, une chapelle d'expiation est bâtie à Mittweida. On pense bien plus tard qu'il serait mort plutôt près de la Chemnitz ou de la Zschopau ; or, ces lieux étaient inhabités du temps de Dithmar. Le culte d'Arn comme un saint continue jusqu'au XVIIIe siècle.

## Source
- (de) Carl Ruland, « Arn (Bischof von Würzburg) », dans Allgemeine Deutsche Biographie (ADB), vol. 1, Leipzig, Duncker & Humblot, 1875, p. 577-578
- (de) Wilhelm Engel, « Arn », dans Neue Deutsche Biographie (NDB), vol. 1, Berlin, Duncker & Humblot, 1953, p. 356 (original numérisé).

## Liens
- Notice dans un dictionnaire ou une encyclopédie généraliste :   - Deutsche Biographie
- Notices d'autorité :   - VIAF
  - GND